# 아이스맨 (마블 코믹스)
아이스맨(영어: Iceman)은 마블 코믹스의 슈퍼히어로이며, 엑스맨의 일원이다. 본명은 로버트 "보비" 드레이크 (Robert "Bobby" Drake)이다. 돌연변이인 아이스맨은 대기 중의 수분을 얼게하고, 자신의 몸을 딱딱한 얼음으로 바꿀 수 있다. 스탠 리와 잭 커비에 의해 만들어진 언캐니 X-맨 제1호 (1963년 9월)에 첫 등장했다. 엑스맨 관련 만화책, 비디오 게임, 애니메이션, 영화에 자주 등장하고 있다.
영화 《엑스맨 시리즈》에서는 배우 숀 애쉬모어가 연기하고 있다.